# Etnicita
Etnicita je pojem užívaný zejména v sociologii a kulturálních studiích. Sociologie považuje etnicitu za soubor naučených kulturních praktik, jimiž se skupiny definují a navzájem od sebe liší, a to především v oblasti jazyka, dějin, původu (včetně neprokazatelného a mytického), náboženství a zdobení (tradice oblékání, změn těla, vztahu k tělu). Tato definice bývá ovšem kritizována pro svou obecnost, která neumožňuje dostatečně odlišit pojem „etnicita“ od pojmu „kultura“. Pojem proto bývá v sociologii doplňován pojmem rasa; zpravidla se hovoří o kategorii „etnicita a rasa“, přičemž pojem „rasa“ dodává do kategorie biologické souvislosti, byť zejména autoři kulturálních studií zdůrazňují kulturní a konstruktivistickou povahu i pojmu rasa. Pojem „rasa“ se v sociologii neužívá kvůli zneužívání v rasistických teoriích v historii.

## Oblasti studia
Výzkumy a studie v oblasti etnicity se týkají dílčích sociálních jevů a problémů, jako je mj. rasismus, kulturní stereotypy, diskriminace etnických menšin. Často výzkumy leží na pomezí sociální psychologie a jsou nuceny se uchylovat i k metodám a pojmům z jiných psychologických škol – například při výzkumech, jak se etnická identita utváří u dětí (např. výzkum Kennetha Clarka a Mamie Clarkové, který dokázal, že si černošské i asijské děti vybírají ke hře raději panenky s bílou kůží, pokud si mohou zvolit, či že se některé černošské děti považují za bílé).

## Teoretické koncepty
Anthony Giddens považuje za nejvlivnější teoretické koncepty vyvinuté k rozvíjení pojmu etnicity:
- etnocentrismus
- alokace zdrojů
- skupinové uzavírání

## Etnicita a rasa
Pokud se příslušníci určité skupiny liší etnicitou, znamená to, že se neliší od příslušníků většiny svými fyzickými znaky, ale spíše svými normami, hodnotami, chováním a jazykem.
- Nový rasismus – Martin Barker definoval pojem „nový rasismus“, který se také dotýká pojmu etnicita. Je to závislost kulturních odlišností a hierarchického uspořádání společnosti.
- Rasistická relace – rasistickou relací označuje Pierre van der Berghe zvláštní případ etnicity více spojené s rasovým původem a odlišením.[2]

## Etnická skupina
Starší definice nabízí vysvětlení pojmu „etnická skupina“ pomocí vymezení stabilního sociokulturního společenství se společných sídelním prostorem a svébytným jazykem, které respektuje vlastní kulturní normy. Později se začala k upřesnění vymezení etnika používat tzv. objektivní kritéria (jazyk, fyzické rysy, náboženství, obyčeje a představa o společném původu).
Etnická příslušnost se vyvíjí nejen na základě vnitřní příslušnosti, ale také na základě identifikace v závislosti na komunikaci s vnějším okolím, při níž si jedinci uvědomují jednotlivé etnické odlišnosti.
Často bývá etnická skupina mylně spojována s menšinou. Velmi úzkou hranici má etnická skupina s pojmem „lid“.

## Typologie etnické organizace
Don Handelman definoval stupně konsolidace následovně:
- etnická kategorie – členové si uvědomují definovaná závazná pravidla chování, společnou příslušnost a původ, ale nejsou etnickou skupinou;
- etnická síť – vznikají mj. dlouhotrvající interpersonální vztahy a organizované kontakty mezi cizinci;
- etnická asociace – kromě výše zmíněných aspektů pojí členy společné zájmy a korporativní úroveň;
- etnická komunita – skupina nabývá charakter politické organizace s daným teritoriem vymezeným hranicemi a úzkými sociálními sítěmi.[5]

## Etnická identifikace
Etnická identifikace je symbolická stránka etnicity, zpravidla chápaná jako průvodní jev či jako výsledek sociálních procesů, individuálního prospěchu nebo sociální účelnosti. Ve skutečnosti přiměřenější pojem je „identita“, což je vědomí příslušnosti k jistému etnickému společenství. V antropologickém diskurzu to znamená totožnost stejně jako odlišnost. Znaky určitého etnika, které jsou chápány jako charakeristické, se nazývají etnické vědomí.
Základní koncepce vnímání etnicity:
- tradiční národní (etnická) koncepce, nazývaná také herderovská koncepce – základními prvky jsou jazyk, kultura a mravy;
- koncepce založená na vnímání etnicity jako abstrakce, umělého, kulturně reprodukovaného konstruktu – vědomí etnicity je považováno za přežitek, je pojímáno v negativním slova smyslu.[7]

Sociální identita se stává nejdůležitější ve chvíli, kdy se zdá být ohrožena. K pociťované hrozbě může vést několik faktorů, které vždy souvisejí s určitým druhem změny – s migrací, s proměnou demografických poměrů atd. Formování nových etnických kategorií, které předpokládá vytvoření nových identit, obvykle sleduje jednu ze dvou trajektorií. Buď se rozšíří již existující identifikace, nebo se zredukuje velikost skupiny s předpokládaným sdíleným původem.

## Etnicita v dějinách
Historicky důležitý pojem je „etnogeneze“, což je vznik etnických vztahů a etnických identit. Etnicita vzniká buď v procesu sociální diferenciace v rámci určité populace, přičemž proces časem vede k rozdělení dané populace na dvě odlišné skupiny, nebo prostřednictvím expanze hranic systému, kdy se dostanou do kontaktu skupiny do té doby oddělené. Poté, co se tzv. tradiční společnosti integrují do moderních národních států, začnou jejich symbolické světy v mnoha ohledech splývat. Lidé sdílejí stále větší části svých kultur a postupně se stávají lidmi (lidem) s pocitem sounáležitosti a sdílenou historií.
Dalším důležitým pojmem je „etnická etiketizace“ (označování). Edwin Ardener přišel k pěti teoretickým závěrům týkajícím se etnické etiketizace:
- etnická klasifikace je odrazem sebeidentifikace;
- onomastické (pojmenovávací) tendence úzce souvisejí s etnickou etiketizací a nemají tedy jen čistě lingvistický účel;
- identifikace ze strany druhých je významnou součástí sebeidentifikace;
- taxonomický prostor, ve kterém se odehrává sebeidentifikace, má rozhodující význam;
- účinky vnější klasifikace, ať již vědecké, nebo laické, mají při vymezování takového prostoru velice daleko k neutralitě.[9]

## Národní stát a neetnický nacionalismus
Nacionalismus předpokládá, že národ je to, co dává jedinci jeho identitu. Národ není jen sdružením, do kterého se vstupuje za účelem prosazení společných zájmů (na rozdíl od státu), ale jednota národa a jeho společný osud předchází veškerému zvažování zájmů a dává jim jejich smysl. Proto ideologie národního nacionalistického státu prohlašuje, že politické a kulturní hranice by se měly shodovat. Stát by měl také mít svůj národní jazyk, který je spolu s vlajkou a hymnou prvkem neetnického nacionalismu.

## Důležitost etnicity ve společnosti
Význam etnicity je podle potřeby společnosti buď zvyšován, nebo snižován. V prvním případě se jedná o rozdělování výhod, moci nebo postavení v závislosti na pozitivní příslušnosti k etnické skupině, v případě druhém hovoříme o etnickém stigmatu, které je uvaleno na členy skupiny, protože členství ve skupině není žádané a je naopak společností zavrhované. Ovšem například „etnolingvistická“ rozmanitost ve městech může snižovat jejich růst; „etnolingvisticky“ rozmanité regiony se vyznačují menší urbanizací.

## Konkrétní studie a analýzy

### Mertonovo dělení příslušníků etnicky většinové populace
- Robert K. Merton v publikaci Social Theory and Social Structure (1949, revid. vyd. 1957) dělí příslušníky etnicky většinové populace do čtyř skupin podle jejich vztahu k etnickým menšinám:[14]
- Neochvějný liberál – nemá žádné předsudky vůči menšinám a snaží se proti předsudkům ve společnosti bojovat.
- Přizpůsobivý liberál – považuje se za člověka bez předsudků, ale je-li předsudek obecným názorem či pro něho výhodným názorem, tiše mu přitakává.
- Opatrný rasista – má předsudky, ale nedává je najevo, aby neporušil normy a zákony.
- Aktivní rasista – aktivně se pokouší diskriminovat menšiny (aktivně menšiny diskriminuje).

### Autoritářská osobnost
Ceněným konceptem je rovněž „autoritářská osobnost“. Zformuloval ho filozof Theodor W. Adorno a empiricky rozpracoval tým, který Adorno vedl na Kolumbijské univerzitě. Studie vyšla roku 1950. Adorno tvrdí, že diskriminační postoje vůči etnickým i jiným menšinám zastávají především lidé, kteří v dětství prošli autoritářskou, tvrdou výchovou a jimž rodiče neprojevovali lásku a drželi si odstup.